# Patinaj viteză la Jocurile Olimpice de iarnă din 2018 - Urmărire echipe (masculin)
Proba de patinaj viteză, urmărire echipe masculin de la Jocurile Olimpice de iarnă din 2018 de la Pyeongchang, Coreea de Sud a avut loc pe 21 februarie 2018 la Gangneung Oval, Gangneung.

## Program
Orele sunt orele Coreei de Sud (ora României + 7 ore).
| Dată         | Ora         | Rundă  |
| ------------ | ----------- | ------ |
| 21 februarie | 20:00–22:50 | Finală |

## Rezultate

### Sferturi de finală
Deși aceste curse sunt numite sferturi, nu au avut loc eliminări directe. În schimb echipele au fost clasate ținându-se cont de timp, primele patru echipe ajungând în semifinale.
Sferturile de finală au avut loc la 18 februarie, ora 20:00.
| Loc | Serie | Țară                       | Nume                                                        | Timp    | Note         |
| --- | ----- | -------------------------- | ----------------------------------------------------------- | ------- | ------------ |
| 1   | 2     | Coreea de Sud              | Chung Jae-won Kim Min-seok Lee Seung-hoon                   | 3:39,29 | Semifinala 1 |
| 2   | 4     | Olanda                     | Jan Blokhuijsen Sven Kramer Koen Verweij                    | 3:40,03 | Semifinala 2 |
| 3   | 1     | Norvegia                   | Sindre Henriksen Simen Spieler Nilsen Sverre Lunde Pedersen | 3:40,09 | Semifinala 2 |
| 4   | 1     | Noua Zeelandă              | Shane Dobbin Reyon Kay Peter Michael                        | 3:41,18 | Semifinala 1 |
| 5   | 3     | Japonia                    | Seitaro Ichinohe Shota Nakamura Shane Williamson            | 3:41,62 | Finala C     |
| 6   | 2     | Italia                     | Riccardo Bugari Andrea Giovannini Nicola Tumolero           | 3:41,64 | Finala C     |
| 7   | 3     | Canada                     | Jordan Belchos Ted-Jan Bloemen Denny Morrison               | 3:41,73 | Finala D     |
| 8   | 4     | Statele Unite ale Americii | Brian Hansen Emery Lehman Joey Mantia                       | 3:42,98 | Finala D     |

### Semifinale
Semifinalele au avut loc pe 21 februarie la ora 20:22.
| Loc          | Țară          | Nume                                                    | Timp                   | În plus | Note     |
| ------------ | ------------- | ------------------------------------------------------- | ---------------------- | ------- | -------- |
| Semifinala 1 |               |                                                         |                        |         |          |
| 1            | Coreea de Sud | Chung Jae-won Kim Min-seok Lee Seung-hoon               | 3:38.82                |         | Finala A |
| 2            | Noua Zeelandă | Shane Dobbin Reyon Kay Peter Michael                    | 3:39,53                | +0,71   | Finala B |
| Semifinala 2 |               |                                                         |                        |         |          |
| 1            | Norvegia      | Håvard Bøkko Simen Spieler Nilsen Sverre Lunde Pedersen | 3:37,08 Record Olimpic |         | Finala A |
| 2            | Olanda        | Jan Blokhuijsen Sven Kramer Patrick Roest               | 3:38,46                | +1,38   | Finala B |

### Finale
Finalele au avut loc pe 21 februarie la 21:13.
| Loc      | Țară                       | Nume                                                    | Timp          | În plus | Note    |
| -------- | -------------------------- | ------------------------------------------------------- | ------------- | ------- | ------- |
| Finala A |                            |                                                         |               |         |         |
| 1        | Norvegia                   | Håvard Bøkko Simen Spieler Nilsen Sverre Lunde Pedersen | 3:37,32       |         |         |
| 2        | Coreea de Sud              | Chung Jae-won Kim Min-seok Lee Seung-hoon               | 3:38,52       | +1,20   |         |
| Finala B |                            |                                                         |               |         |         |
| 3        | Olanda                     | Jan Blokhuijsen Sven Kramer Patrick Roest               | 3:38,40       |         |         |
| 4        | Noua Zeelandă              | Shane Dobbin Reyon Kay Peter Michael                    | 3:43,54       | +5,14   |         |
| Finala C |                            |                                                         |               |         |         |
| 5        | Japonia                    | Seitaro Ichinohe Ryosuke Tsuchiya Shane Williamson      | 3:41,62       |         |         |
| 6        | Italia                     | Riccardo Bugari Andrea Giovannini Nicola Tumolero       | descalificată |         | R 256.3 |
| Finala D |                            |                                                         |               |         |         |
| 7        | Canada                     | Ted-Jan Bloemen Ben Donnelly Denny Morrison             | 3:42,16       |         |         |
| 8        | Statele Unite ale Americii | Jonathan Garcia Brian Hansen Emery Lehman               | 3:50,77       | +8,61   |         |